# Miho Adachi (zapaśniczka)
Miho Adachi (jap. 足立美穂 Adachi Miho; ur. 8 sierpnia 1975) - japońska zapaśniczka w stylu wolnym. Czterokrotna medalistka mistrzostw świata, złoto w 1994. Mistrzyni Azji w 1996 roku.